# Paul Reichling
Paul Wilhelm Oscar (Paul) Reichling (Hollerich, 3 oktober 1914 – Ettelbruck,  6 januari 1977) was een Luxemburgs kunstschilder.

## Leven en werk
Paul Reichling was een zoon van treinmachinist Joseph Reichling en Marianne Graff. Net als zijn vader trad hij in dienst bij de Société Nationale des Chemins de Fer Luxembourgeois, waar hij werkzaam was als spoorwegarbeider.
Naast zijn werk hield Reichling zich bezig met schilderen. Hij volgde daarvoor een correspondentiecursus van de École universelle in Parijs. De stoomlocomotieven, stations en het leven rond de spoorwegen gaven hem inspiratie voor zijn schilderijen. Hij was medeoprichter van de Union artistique et intellectuelle des cheminots en sloot zich aan bij de Cercle Artistique de Luxembourg. In 1969 ontving Reichling met Joseph Grosbusch en Roger Kieffer de Prix Grand-Duc Adolphe.

## Prijzen en onderscheidingen
- 1969 Prix Grand-Duc Adolphe

- Musée national d'archéologie, d'histoire et d'art: lkl001425